# 中英藏印條約
《中英藏印條約》（英語：Convention Between Great Britain and China Relating to Sikkim and Tibet），又称《中英會議藏印條約》，是清朝政府與英國簽訂的條約，主要內容是清朝承認哲孟雄（今錫金）為英國的保護國，劃定哲孟雄與西藏的邊界。《中英藏印條約》于1890年（清光绪十六年）3月17日在英屬印度的加爾各答，由清政府駐藏幫辦大臣升泰和印度總督蘭斯敦簽訂，8月27日在伦敦交换批准。:17條約原存於中華民國外交部，現典藏於臺北市外雙溪國立故宮博物院保存。在1893年（光绪十九年）12月5日又根據《中英藏印條約》的規定簽訂《中英藏印續約》。

## 背景
始自1840年的鴉片戰爭後，清朝國力日漸衰弱，對西藏的防務也不斷鬆弛。而自17世紀初，英國在印度成立東印度公司，到1870年代，英國不僅完全佔領印度，而且其周邊的喜馬拉雅山國和地區，如喀什米爾、拉達克、不丹、尼泊爾、錫金等也相繼成為大英帝國的附庸。此種形勢下的西藏便處於英國勢力的包圍之中。英國為了打開通往西藏的通道，同西藏直接進行貿易。在18世紀至1870年代，多次派人秘密入藏，試圖與西藏上層進行接觸，均遭拒絕。1876年英國與中國簽訂《煙臺條約》，英國乘機在條約正文之外附加一個關於西藏的專條，其內容是：英人可以「探訪」印度西藏間的路程，探訪的路線，一是由北京出發，經甘肅、青海，或由四川等處入藏抵達印度；二是由印度與西藏交界的地方入藏。
因此，英國在之後多次派人進入藏區。但藏人既堅決抵制英人到西藏活動，也反對清政府批准馬科雷為首的使團入藏勘查道路，並在隆吐山修築堡壘炮台（隆吐山是從印度大吉嶺入藏的必經之路）。噶廈政府甚至進行戰爭防備，應付可能發生的衝突。為此英國多次照會清政府，主張隆吐在英屬錫金境內，指責藏軍駐守隆吐是「越界戍守」。清政府對噶廈政府施壓，命其撤除軍事哨卡。噶廈對此表示堅決反對，文碩因此上奏朝廷，力主抗擊英人，並且督促噶廈派高級官員奔赴前線指揮，面授作戰機宜。
在英屬印度與西藏交涉撤除隆吐哨卡無果後，1888年（光緒十四年）3月12日，清廷將文碩撤職，以升泰取代。升泰到任後清查舊檔，奏報隆吐山實屬錫金，獲得清廷認可。3月20日，英國發動隆吐山战役驅逐駐守隆吐山的藏軍，5月24日，清廷指責文碩「識見乖謬，不顧大局」，將其革職處分，由幫辦大臣升泰主藏事。:15–16之後藏軍戰敗，英國要求清政府簽訂條約以結束戰爭。清政府派駐藏幫辦大臣升泰於1890年3月17日前往印度加爾各答，和印度總督蘭斯敦簽訂《中英藏印條約》。

## 條約內容
共八款，主要內容有：
1. 確認哲孟雄（今錫金）為英國的保護國。
2. 劃定哲孟雄與西藏的邊界。
3. 規定通商、遊牧等問題將而後另議。

## 影響
哲孟雄原為西藏的保護國。1861年2月英國入侵哲孟雄，哲孟雄国王在3月28日和英屬印度签订了庭姆隆條約，哲孟雄正式成為英國的保護國。1889年起，英國派遣駐錫金政務官協助哲孟雄的行政。通過這個條約，清廷承認哲孟雄（錫金）是英國的保護國。西藏由此失去藩籬，再無險可固；此外，條約劃定藏哲邊界，清廷承認崗巴宗以南的大片牧場和險要地區屬於錫金。

## 後續發展
藏印條約中的多個問題沒有得到實際解決。在英國的壓力下，清政府派何長榮於1893年12月5日與英國政務司艾爾弗雷德·沃利斯·保爾在印度大吉嶺簽訂《中英藏印續約》，其內容是：開放亞東為商埠，在五年內免納進出口稅；英人在該地享有領事裁判權；在哲孟雄遊牧的藏人應照英國在哲孟雄隨時立定遊牧章程辦理。由於西藏政府並未參與談判，西藏拒絕履行條約中通商與立界碑的條款，導致1903年英國侵藏戰爭。:18